# Tetrabrachium ocellatum
Tetrabrachium ocellatum är en fiskart som beskrevs av Günther, 1880. Tetrabrachium ocellatum ingår i släktet Tetrabrachium och familjen Tetrabrachiidae. Inga underarter finns listade i Catalogue of Life.